# ボーダレス・アートミュージアム NO-MA

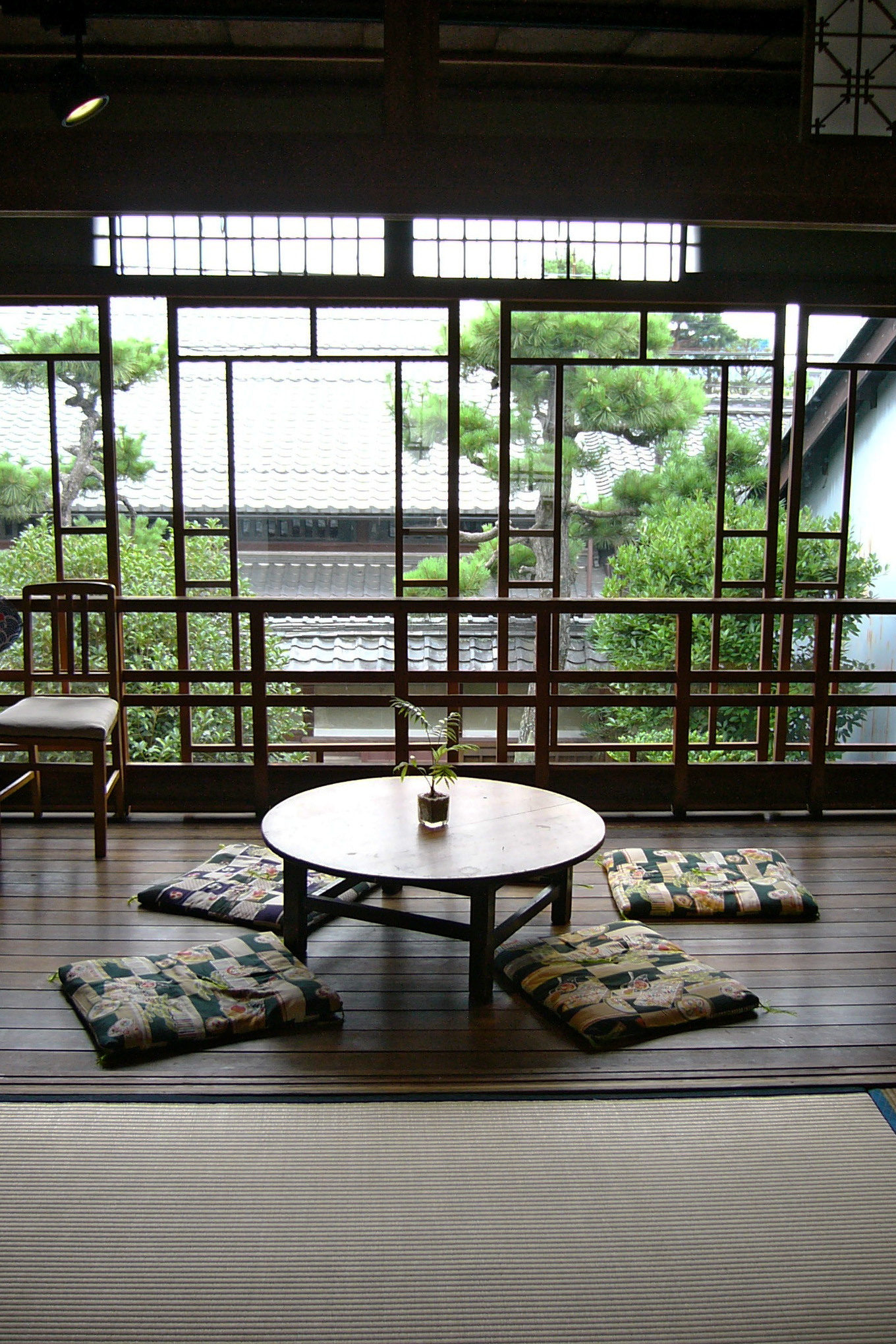
建物内部

ボーダレス・アートミュージアム NO-MA（ボーダレス・アートミュージアム ノマ）は、滋賀県近江八幡市にある美術館である。当館はアール・ブリュット（アウトサイダー・アート）の一部をなす障害者による美術作品の展示を目的とする施設である。

## 概要
近江八幡市の中心部、重要伝統的建造物群保存地区としても知られる八幡地区永原町にあり、昭和初期に建てられた町屋、旧野間邸をオルタナティヴ・スペースとして展示施設に改築して利用している。当館は日本財団の助成を得て、社会福祉法人滋賀県社会福祉事業団によって2004年（平成16年）にボーダレス・アートギャラリー NO-MAとして開館し、2007年（平成19年）に現在の名称に改称した。
絵本作家のはたよしこをアート・ディレクターとし、「ボーダレス」の意味に込められた、障害者アートだけにとらわれない企画を模索している。はたは1995年（平成7年）から新たなアール・ブリュットの作家の発掘に取り組み、その記録を公表している。ちなみに、「ボーダレス・アート」は当館の設立にあたり、その場を象徴するために編み出された造語である。
写真家・映画監督の大西暢夫が開館当初より当館発行の出版物などの取材でアール・ブリュットの作家と作品の写真や映像を撮影する。2023年に大西暢夫が館長に就任する。

## 歴史

### 年表
- 2004年（平成16年）：ボーダレス・アートギャラリー NO-MAとして開館[10]。
- 2007年（平成19年）：ボーダレス・アートミュージアム NO-MAに改称[10]。

### 名称の由来
町屋の家主、旧野間邸が由来。それが転じて、「NO-MA」の名が付いた。

## 海外との連携
2006年、スイス・ローザンヌのアール・ブリュット・コレクションとの連携企画に取り組み、2008年 - 2009年に「JAPON」展が開催された。その後、フランス・パリにあるアル・サン・ピエール美術館の申し入れにより、2010年 - 2011年に「アール・ブリュット・ジャポネ」が開催され、来場者は12万人となった。その後、フランス・ナントにある国立現代芸術センターリュー・ユニックで「KOMOREBI」展が開催された。

## 周辺施設
- 池田町洋館街
- 旧八幡郵便局
- 近江八幡市立資料館 郷土資料館
- 近江八幡市立資料館 歴史民俗資料館
- 旧西川家住宅（重要文化財）
- 旧伴家住宅

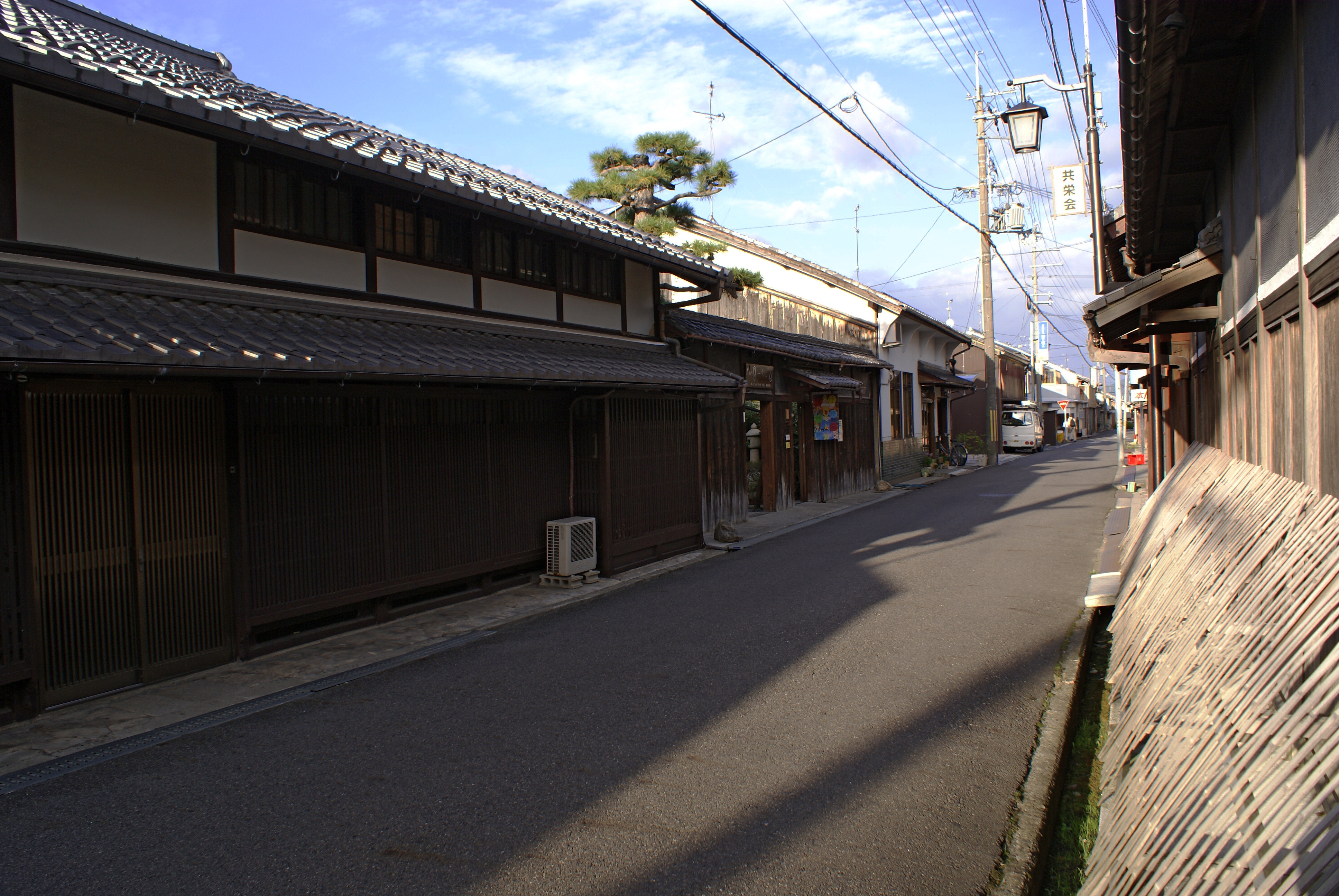
ミュージアム周辺の町並み

- アンドリュース記念館（旧近江八幡YMCA会館）
- 白雲館
- かわらミュージアム
- ヴォーリズ記念館
- 八幡公園
- 八幡堀
- 日牟禮八幡宮
- 本願寺八幡別院
- 酒游舘

## 利用案内
- 開館時間：11時00分 - 17時00分[12]
- 休館日：月曜（祝日の場合は次の平日）・年末年始と展示替え期間[12]
- 観覧料：有料（※中学生以下または障害者とその付添い（1名）は無料）[12]

## アクセス
交通機関
- JR東海道本線（琵琶湖線）および近江鉄道八日市線（万葉あかね線）近江八幡駅から近江鉄道バス。「大杉町八幡山ロープウェー口」停留所下車、徒歩6分[13]。
- 同駅からあかこんバス。「仲屋上筋」（）停留所下車、徒歩2分。

自動車
- 名神高速道路竜王ICから約25分[13]。